# Mohammed Karim
Mohammed Karim (in arabo محمد كريم‎?; Il Cairo, 1896 – Il Cairo, 27 maggio 1972) è stato un regista, sceneggiatore e montatore egiziano.
Karim portò Faten Hamama alla fama dirigendola in Yawm Said. Nel 1946, il suo film Dunia fu invitato in competizione al Festival di Cannes.

## Filmografia

### Regista
- Yom said (1940)
- Mamnou'a el hub (1942)
- Ashab el saada (1946)
- Lastu malakan (1947)
- Zeinab (1950)
- Nahed (1952)
- Junoun el hub (1955)

### Regista e sceneggiatore
- Awlad el zawat (1932)
- El warda el baida (1933)
- Doumou' el hub (1936)
- Russassa fil kalb (1944)
- Dunia (1946)
- El hub la yamut (1949)
- Kalb min dahab (1959)

### Regista, sceneggiatore e Montatore
- Yahya el hub (1938)

### Regista, sceneggiatore, montatore e Produttore
- Zeinab (1930)